# 니콜라이 카르다쇼프
니콜라이 세묘노비치 카르다쇼프(러시아어: Никола́й Семёнович Кардашёв, 영어: Nikolai Semyonovich Kardashev) (1932년 4월 25일~2019년 8월 3일)는 소련과 러시아의 천체물리학자이며, 물리학 및 수학 박사였으며, 모스크바에 있는 러시아 과학 아카데미 산하 레베데프 물리학 연구소의 천체 우주 센터 부소장을 역임했다. 카르다쇼프는 카르다쇼프 척도로 가장 잘 알려져 있는데, 이는 문명이 활용할 수 있는 에너지의 양을 기준으로 문명의 진화 상태를 측정하는 이론이다.

## 출판물
- Kardashev, Nikolai (1985). “"On the Inevitability and the Possible Structures of Supercivilizations" in "The search for extraterrestrial life: Recent developments; Proceedings of the Symposium, Boston, MA, June 18–21, 1984"” 112: 497–504. Bibcode:1985IAUS..112..497K. doi:10.1007/978-94-009-5462-5_65. S2CID 118286044.
- 1963 - "Candidate of Science" dissertation, later promoted to higher level of doctoral thesis.[4]
- 1964 - “Transmission of Information by Extraterrestrial Civilizations” which presented a classification of civilizations based on their degree of power consumption spanning 20 orders of magnitude, which became known as the Kardashev Scale.[4]

## 같이 보기
- 카르다쇼프 척도
- 천문공학
- 드레이크 방정식
- 외계의 지적생명탐사 (SETI)
- 행성 문명
- 기술적 특이점
- 세계 에너지 공급 및 소비